# Dar Thrangmochen
| Tibetische Bezeichnung                             |
| -------------------------------------------------- |
| Wylie-Transliteration: dar 'phrang mo chen dgon pa |

Das Kloster Dar Thrangmochen (tib.: dar 'phrang mo chen dgon pa) ist ein Kloster der Sakya-Tradition des tibetischen Buddhismus in der zentraltibetischen Provinz von Tsang (gtsang). Es wurde von Tsharchen Losel Gyatsho (tib.: tshar chen blo gsal rgya mtsho; 1502–1566), dem Begründer der Tshar-Tradition, einer der drei Unterschulen (Sakyapa, Tsharpa, Ngorpa) der Sakya-Tradition, im Mangkar-Tal im Kreis Lhazê (Lhatse) in Tibet in der ersten Hälfte des sechzehnten Jahrhunderts gegründet.